# Segunda División de Fiyi
La Segunda División de Fiyi, conocido como Fiji Senior League o Digicel Senior League por razones de patrocinio, es la segunda y última categoría del sistema de ligas de Fiyi, después de la Liga Nacional de Fútbol de Fiyi. Actualmente es disputado por 12 equipos con dos grupos de 6 equipos y es administrado y supervisado por la Asociación de Fútbol de Fiyi.
El campeón asciende a la Liga Nacional de Fútbol de Fiyi del año próximo.

## Historia
La Segunda División de Fiyi se fundó en el año 1981, el primer campeón y el campeón actual es el Nasinu FC en la temporada 2023.

## Participantes
- Bua FC
- Dreketi FC
- Lami FC
- Nadogo FC
- Nasinu FC
- Rakiraki FC
- Savusavu FC
- Seaqaqa FC
- Tailevu North FC
- Taveuni FC

## Palmarés
| Temporada | Campeón              |
| --------- | -------------------- |
| 1982      | Nasinu FC            |
| 1984      | Tavua FC             |
| 1985      | Tailevu Naitasiri FC |
| 1991      | Levuka FC            |
| 1994      | Savusavu FC          |
| 1996      | Lami FC              |
| 1998      | Nasinu FC            |
| 1999      | Nadroga FC           |
| 2001      | Rakiraki FC          |
| 2003      | Rakiraki FC          |
| 2004      | Tailevu Naitasiri FC |
| 2005      | Tailevu Naitasiri FC |
| 2006      | Savusavu FC          |
| 2007      | Savusavu FC          |
| 2008      | Tailevu Naitasiri FC |
| 2009      | Savusavu FC          |
| 2010      | Savusavu FC          |
| 2011      | Tailevu Naitasiri FC |
| 2012      | Tailevu Naitasiri FC |
| 2013      | Dreketi FC           |
| 2014      | Tailevu Naitasiri FC |
| 2015      | Dreketi FC           |
| 2016      | Rakiraki FC          |
| 2017      | Tavua FC             |
| 2018      | Nasinu FC            |
| 2019      | Navua FC             |
| 2020      | Nadroga FC           |
| 2021      | Tailevu Naitasiri FC |
| 2022      | Tavua FC             |
| 2023      | Nasinu FC            |

## Títulos por equipo
| Club                 | Títulos | Años campeón                                   |
| -------------------- | ------- | ---------------------------------------------- |
| Tailevu Naitasiri FC | 8       | 1985, 2004, 2005, 2008, 2011, 2012, 2014, 2021 |
| Savusavu FC          | 5       | 1994, 2006, 2007, 2009, 2010                   |
| Nasinu FC            | 4       | 1982, 1998, 2018, 2023                         |
| Rakiraki FC          | 3       | 2001, 2003, 2016                               |
| Tavua FC             | 3       | 1984, 2017, 2022                               |
| Dreketi FC           | 2       | 2013, 2015                                     |
| Nadroga FC           | 2       | 1999, 2020                                     |
| Levuka FC            | 1       | 1991                                           |
| Lami FC              | 1       | 1996                                           |
| Navua FC             | 1       | 2019                                           |

## Clasificación histórica
A continuación, se muestra la tabla histórica de la Segunda División de Fiyi desde 2013 cuando se llamó Premier Division Football League hasta la terminada temporada 2021 con el nombre de Fiji Senior League, en el cual los datos no contabilizan los playoffs. No cuenta los resultados de la selecciones nacionales.
| Pos. | Equipos              | PJ | G  | E  | P  | GF  | GC  | Dif. | Pts. |
| ---- | -------------------- | -- | -- | -- | -- | --- | --- | ---- | ---- |
| 1    | Lami FC              | 68 | 37 | 12 | 19 | 151 | 107 | +44  | 123  |
| 2    | Tailevu Naitasiri FC | 70 | 37 | 11 | 22 | 167 | 87  | +80  | 122  |
| 3    | Nasinu FC            | 58 | 35 | 10 | 13 | 166 | 88  | +78  | 115  |
| 4    | Savusavu FC          | 56 | 25 | 19 | 12 | 106 | 78  | +28  | 94   |
| 5    | Navua FC             | 48 | 28 | 6  | 14 | 139 | 64  | +75  | 90   |
| 6    | Dreketi FC           | 42 | 28 | 5  | 9  | 88  | 34  | +54  | 89   |
| 7    | Nadroga FC           | 42 | 25 | 7  | 10 | 116 | 52  | +64  | 82   |
| 8    | Bua FC               | 58 | 23 | 13 | 22 | 92  | 88  | +4   | 82   |
| 9    | Seaqaqa FC           | 64 | 19 | 20 | 25 | 93  | 84  | +9   | 79   |
| 10   | Taveuni FC           | 64 | 21 | 11 | 32 | 93  | 151 | -58  | 74   |
| 11   | Nadogo FC            | 64 | 17 | 14 | 33 | 72  | 109 | -37  | 65   |
| 12   | Rakiraki FC          | 58 | 19 | 6  | 33 | 109 | 142 | -33  | 63   |
| 13   | Tavua FC             | 41 | 17 | 6  | 16 | 51  | 62  | -11  | 57   |
| 14   | Tailevu North FC     | 68 | 4  | 5  | 59 | 54  | 300 | -246 | 17   |
| 15   | Vatukoula FC         | 27 | 4  | 3  | 20 | 27  | 79  | -52  | 15   |